# Mithraculus denticulatus
Mithraculus denticulatus är en kräftdjursart som först beskrevs av T. Bell 1835.  Mithraculus denticulatus ingår i släktet Mithraculus och familjen Mithracidae. Inga underarter finns listade i Catalogue of Life.